# Увјећа
Увјећа је насељено мјесто у граду Требиње, Република Српска, БиХ. Према попису становништва из 2013. у насељу је живјело 3 становника. Село је препознатљиво по аутентичној херцеговачкој архитектури из 19. вијека. Из Увјеће потичу породице Брњош и Шупљеглав.

## Географија
Увјећа је смјештена на западној страни Зубаца у крашком побрђу , од Зубачког поља удаљена је око 3 километра.Увјећа се налази 11 km југоисточно од Требиња. Насеље се налази на самој граници са Хрватском (од села Дуба Конавоска удаљено је само 3 km, а од мора 13 km). Површина села је 6 km². Надморска висина Увјеће је око 520 метара. Село које је смјештено у кршевитом терену се састоји од традиционалних камених кућа покривених каменим плочама. Највиши врх је Веља гора (843 m).300 m од кућа удаљена је велика локва из које се напајала стока. Увјећа је изузетно погодна за пчеларство. Брда у околини села богата су биљкама жалфија (пелим), зановет, драча и вријесак . Те биљке имају велики значај за пчелињу пашу у овом дијелу Херцеговине. Поред њих у Увјећи има и клена , сренсле ( дивља трешња), дријена, дјетелине... који такође чине пчелињу пашу. Приступ селу је отежан због изузетно лошег, неасфалтираног пута (у дужини 5 km).

## Историја
У Увјећи постоји и пар гомила које датирају још из илирског периода, што је један од показатеља да је село много старије и од овог старог каменог насеља. У сеоском гробљу налазе се стећци, и темељи за које се вјерује да су остаци цркве која је ту некад постојала.
Увјећа тренутно припада МЗ Петрово Поље, а у прошлости је припадала МЗ Зупци.

## Култура
У насељу је у периоду 2011—2016 у режији Емира Кустурице сниман играно-документарни филм о православљу. И филм На млечном путу у коме једну од главних улога тумачи Моника Белучи. Село Увјећа има 18 кућа, које су већином саграђене у 19. вијеку. Зидови кућа су изграђени од камених блокова чија дебљина износи од 50 cm до 120 cm. Куће су покривене каменим плочама које су постављене на конструкцију од храстовог дрвета. На појединим кућама и данас се могу пронаћи врата или прозори који су стари преко 100 година. Разлог те дуговјечности је то што су направљени од квалитетног дрвета који се у овом крају назива стржевина.
Уз сваку кућу налазе се и помоћни објекти као што су: чатрње, огњишта, појате, гувна, избе... У овом селу се могу видјети и разне ствари које су кориштене у домаћинству и пољопривреди прије 2 вијека, у огњиштима се могу видјети камени кревети. Међутим куће и помоћни објекти данас су само дјелимично очувани. Главни разлог томе је лош пут који води до села, због тога је одржавање отежано.

## Становништво
| Националност       | 2013. | 1991. | 1981. | 1971. | 1961. |
| Срби               | 3     | 8     | 36    | 64    | 84    |
| остали и непознато |       |       |       |       |       |
| Укупно             | 3     | 8     | 36    | 64    | 84    |

| Демографија | Демографија | Демографија |
| Година      | Становника  | Становника  |
| ----------- | ----------- | ----------- |
| 1961.       | 84          |             |
| 1971.       | 64          |             |
| 1981.       | 36          |             |
| 1991.       | 8           |             |
| 2013.       | 3           |             |